# Liotryphon nucicola
Liotryphon nucicola là một loài tò vò trong họ Ichneumonidae.